# همجنس‌گرادوست

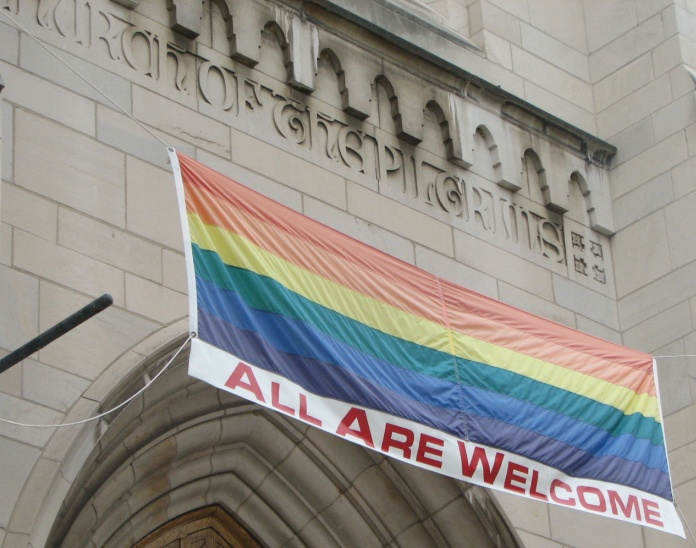
تصویری از پرچم همجنسگرادوستان

همجنس‌گرا–دوست یا دوستدار همجنس‌گرایان اصطلاحی است که در مورد جای‌ها، افراد، سیاست‌ها و کسب و کارهایی به کار می‌رود که حقوق همجنس‌گرایان را به رسمیت می‌شناسند و با آنان نیز مانند دگرجنس‌گرایان رفتار احترام‌آمیز بدون پیش‌داوری دارند.

## شهرهای همجنس‌گرا–دوست
شهرهای سان فرانسیسکو، سیدنی، ریو د ژانیرو، آمستردام، برلین و نیویورک در میان همجنس‌گرا–دوست‌ترین شهرهای جهان قرار دارند. وب‌گاه ادوکیت نیز فهرست‌هایی از شهرهای همجنس‌گرا–دوست آمریکا منتشر می‌کند که از میان آن‌ها شهرهای آستین، سن دیگو و سیاتل، واشینگتن را می‌توان نام برد.
اسرائیل تنها کشور در خاورمیانه است که تاکنون قوانینی را در حمایت از همجنس‌گرایان تصویب کرده‌است. این کشور جذب‌کننده همجنس‌گرایانی از لبنان و فلسطین است. شهر تل‌آویو همجنس‌گرا–دوست‌ترین شهر اسرائیل است. دهلی نو و شانگهای از دیگر شهرهای همجنس‌گرا–دوست آسیا هستند. دهلی نو در سال ۲۰۰۸ نخستین رژه همجنس‌گرایانش را برگزار کرد.
در قاره آفریقا، شهر کیپ‌تاون از شهرهای همجنس‌گرا–دوست به‌شمار می‌آید. آفریقای جنوبی تنها کشور در آفریقا است که ازدواج همجنس‌گرایان را به رسمیت می‌شناسد.